# Утилізація відходів вуглезбагачення
Утилізація відходів вуглезбагачення здійснюється у наступних напрямках:
- – вилучення і використання горючої частини відходів;
- – вилучення цінних продуктів для інших галузей промисловості;
- – використання для виробництва будівельних матеріалів, в тому числі будівельної кераміки, цементу, заповнювачів бетонів;
- – використання у будівництві доріг і гідротехнічних споруд;
- – використання у сільському господарстві.